# Conservatoire royal d'Anvers

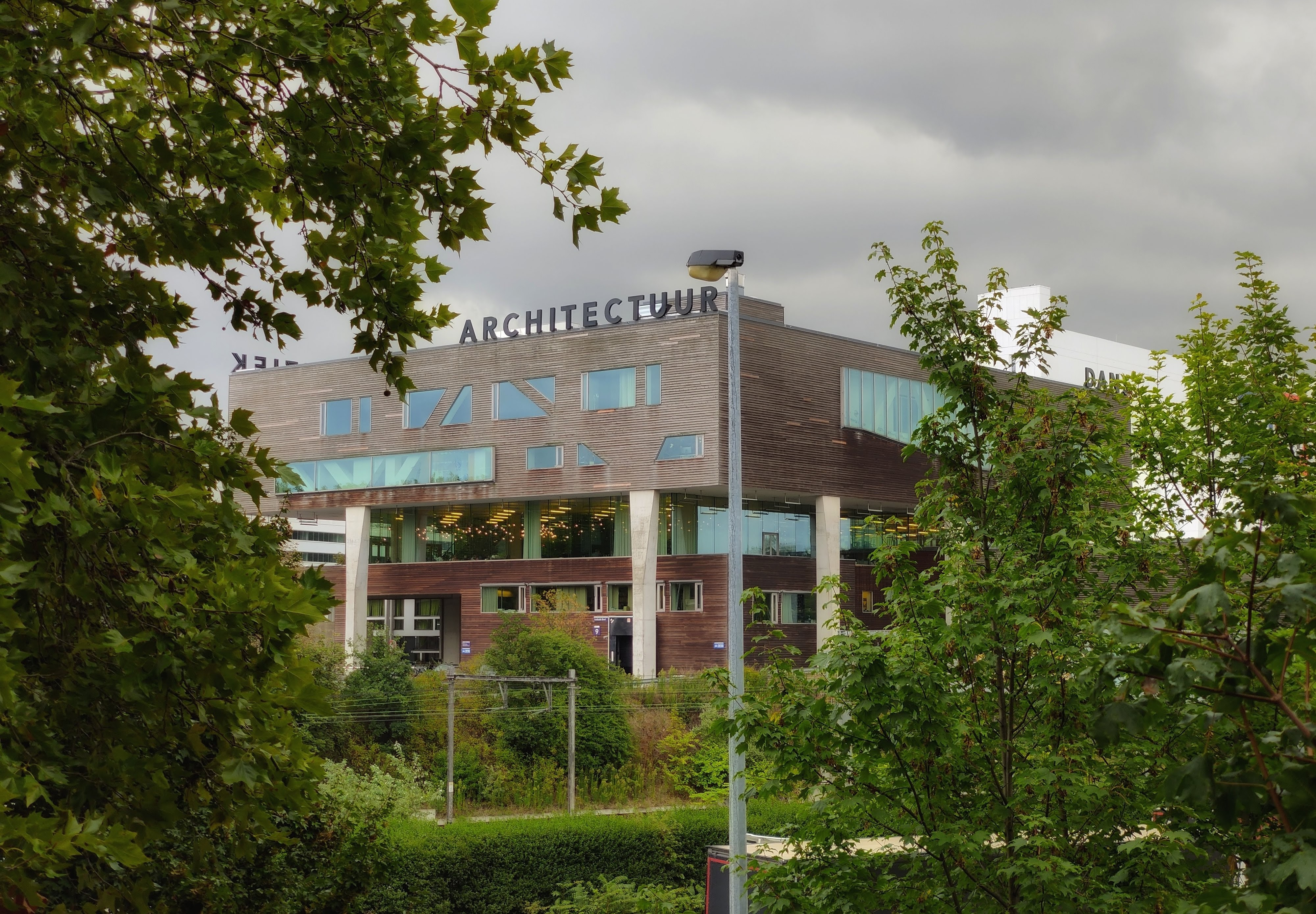
La partie de deSingel utilisée par le conservatoire

Le Conservatoire royal d'Anvers (en néerlandais : Koninklijk Conservatorium Antwerpen), École des arts de l'AP Hogeschool, est une Académie de musique établie à Anvers, en Belgique qui organise des cours pour musiciens et artistes de la scène.

## Historique
En plus des cours de danse, de théâtre et de musique, le conservatoire offre également une formation aux professeurs de musique, de théâtre et de danse. Le nom est une continuation de l'ancien conservatoire royal flamand d'Anvers, qui fut le premier établissement d'enseignement supérieur en Belgique lors de sa fondation en 1898, avec le néerlandais comme langue d'enseignement. En 1995, le Conservatoire d'Anvers, le Studio Herman Teirlinck de l’Institut supérieur d’art dramatique et l’Institut supérieur de danse et d’enseignement de la danse ont fusionné pour former le département d’art dramatique, de musique et de danse de l’université des sciences appliquées d’Anvers. Depuis octobre 2008, ce département est appelé le Conservatoire royal d’Anvers. Depuis octobre 2013, le Conservatoire royal d'Anvers est une école d'art de l'Artesis Plantijn Hogeschool Antwerpen (nl), issue d'une fusion entre Artesis Hogeschool Antwerpen et Plantijn Hogeschool.

## Personnalités célèbres

### Directeurs
- 1867-1901 : Peter Benoit
- 1901-1912 : Jan Blockx
- 1912-1924 : Émile Wambach
  - 1914–1919 : Nicolaas Cupérus (remplace Émile Wambach qui a émigré le temps de la guerre)
- 1924-1933 : Lodewijk Mortelmans
- 1933-1941 : Flor Alpaerts
- 1942-1944 : Jef Van Hoof
- 1944-1952 : Lodewijk de Vocht
- 1952-1968 : Flor Peeters
- 1968-1980 : Eugène Traey
- 1980-1991 : Kamiel Cooremans
- 1991-1996 : Michaël Scheck

### Professeurs
- Peter Verhoyen

### Élèves
- Yvonne Verbeeck (1913-2012), chanteuse et comédienne
- Pascale Van Os (1987-), assistante cheffe d'orchestre belge.